# Super Discount 3
Albums de Étienne de Crécy
My Contribution To The Global Warming
(2012)
Super Discount 3 est un album House d'Étienne de Crécy sorti en 2015. 
Il fait suite à l'album Super Discount 2 sorti en 2004.

## Liste des morceaux
| No  | Titre               | Auteur                              | Durée |
| --- | ------------------- | ----------------------------------- | ----- |
| 1.  | Night (Cut de Crap) | Étienne de Crécy                    | 5:22  |
| 2.  | You                 | Étienne de Crécy et Madeline Follin | 3:34  |
| 3.  | WTF                 | Étienne de Crécy et Pos & Dave      | 3:33  |
| 4.  | Hashtag My Ass      | Étienne de Crécy                    | 3:11  |
| 5.  | Smile               | Étienne de Crécy et Alex Gopher     | 4:32  |
| 6.  | Sunset              | Étienne de Crécy et Tom Burke       | 4:07  |
| 7.  | Amazing             | Étienne de Crécy et Julien Delfaud  | 4:02  |
| 8.  | Follow              | Étienne de Crécy et Kilo Kish       | 3:33  |
| 9.  | Love                | Étienne de Crécy                    | 4:18  |
| 10. | Family              | Étienne de Crécy et Baxter Dury     | 4:03  |

## Description
Il est composé de 29 titres, sa durée est de 2 h 20.
Cet album est composé de deux CDs et de morceaux exclusifs. Il est disponible sur les plateformes de streaming musicales ou en support physique.
Il fait suite à l'album Super Discount 2 sorti en 2004.

## Titres
| N°  | Titre                                                     | Auteur(s)                                 | Durée | CD |
| --- | --------------------------------------------------------- | ----------------------------------------- | ----- | -- |
| 1.  | Night (Cut The Crap)                                      | Étienne de Crécy                          | 5:20  | 1  |
| 2.  | You                                                       | Étienne de Crécy et Madeline Follin       | 3:32  | 1  |
| 3.  | WTF                                                       | Étienne de Crécy et Pos & Dave            | 3:32  | 1  |
| 4.  | Hashtag My Ass                                            | Étienne de Crécy                          | 3:09  | 1  |
| 5.  | Smile (Vocal Mix) [Extended Version]                      | Étienne de Crécy, Alex Gopher, Asher Roth | 4:40  | 1  |
| 6.  | Sunset                                                    | Étienne de Crécy et Tom Burke             | 4:08  | 1  |
| 7.  | Amazing                                                   | Étienne de Crécy et Julien Delfaud        | 4:03  | 1  |
| 8.  | Follow                                                    | Étienne de Crécy et Kilo Kish             | 3:31  | 1  |
| 9.  | Love                                                      | Étienne de Crécy                          | 4:17  | 1  |
| 10. | Family                                                    | Étienne de Crécy et Baxter Dury           | 4:05  | 1  |
| 1.  | Night (Cut The Crap) [SION Remix]                         | Étienne de Crécy                          | 7:12  | 2  |
| 2.  | Night (Cut The Crap) [Sharam Jey Remix]                   | Étienne de Crécy                          | 5:46  | 2  |
| 3.  | Night (Cut The Crap) [Loulou Players Funk the Crap Remix] | Étienne de Crécy                          | 5:55  | 2  |
| 4.  | Hashtag My Ass (Miguel Campbell Remix)                    | Étienne de Crécy                          | 4:15  | 2  |
| 5.  | Hashtag My Ass (The Beatangers Remix)                     | Étienne de Crécy                          | 5:14  | 2  |
| 6.  | Hashtag My Ass (Jean Tonique Remix)                       | Étienne de Crécy                          | 4:51  | 2  |
| 7.  | Hashtag My Ass (Twinsmatic Remix)                         | Étienne de Crécy                          | 3:59  | 2  |
| 8.  | Hashtag My Ass (Dub)                                      | Étienne de Crécy                          | 3:30  | 2  |
| 9.  | You (Todd Edwards Remix) [Radio Edit]                     | Étienne de Crécy et Madeline Follin       | 4:00  | 2  |
| 10. | You (Martin Eyerer Remix)                                 | Étienne de Crécy et Madeline Follin       | 6:14  | 2  |
| 11. | You (Boston Bun Remix)                                    | Étienne de Crécy et Madeline Follin       | 5:45  | 2  |
| 12. | You (Less Hate Remix)                                     | Étienne de Crécy et Madeline Follin       | 6:23  | 2  |
| 13. | Smile (Vocal Mix) [Don Dada Jeep Remix]                   | Étienne de Crécy, Alex Gopher, Asher Roth | 3:52  | 2  |
| 14. | Smile (Vocal Mix) [Moonbootica Remix]                     | Étienne de Crécy, Alex Gopher, Asher Roth | 6:42  | 2  |
| 15. | Smile (Vocal Mix) [Clyde P Remix]                         | Étienne de Crécy, Alex Gopher, Asher Roth | 5:22  | 2  |
| 16. | Smile (Vocal Mix) [Round Remix]                           | Étienne de Crécy, Alex Gopher, Asher Roth | 4:52  | 2  |
| 17. | Smile (Vocal Mix) [Mijo Remix]                            | Étienne de Crécy, Alex Gopher, Asher Roth | 7:00  | 2  |
| 18. | Smile (Vocal Mix) [Malikk Remix]                          | Étienne de Crécy, Alex Gopher, Asher Roth | 5:13  | 2  |
| 19. | Smile                                                     | Étienne de Crécy, Alex Gopher             | 4:32  | 2  |